# Clorofil·la b

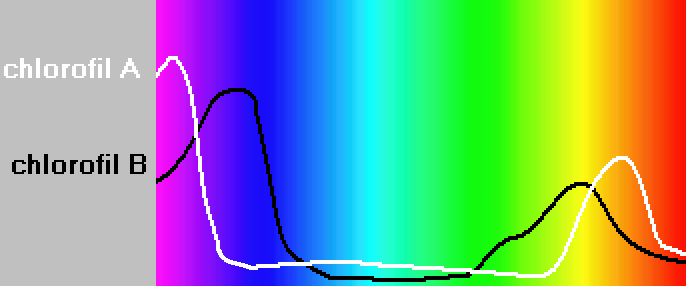
Espectre d'absorció de la clorofil·la a i la clorofil·la b. Usadees juntes incrementa l'absorció de la llum.

La clorofil·la b és una forma de clorofil·la. Aquesta, ajuda en la fotosíntesi absorbint energia de la llum. És més soluble que la clorofil·la a en solvents polars a causa del seu grup carbonil. És de color groc i principalment, com la clorofil·la a, absorbeix en la llum blava i la vermella, els colors més efectius en la fotosíntesi.
La clorofil·la b difereix de la clorofil·la a només en un dels seus grups funcionals enllaçats a la porfirina (un grup -CHO en lloc del grup -CH3). De la mateixa manera que la clorofil·la a, reflecteix o transmet llum verda i per això les fulles es veuen verdes. La relació entre clorofil·la a i la clorofil·la b dins el cloroplast és 3:1.

## Biosíntesi
La via biosintètica de la clorofil·la b utilitza una gran varietat d'enzims..En la majoria de les plantes, la clorofil·la deriva del glutamat i es sintetitza al llarg d'una via ramificada que es comparteix amb l'heme i el siroheme. Els passos inicials incorporen àcid glutàmic en àcid 5-aminolevulinic (ALA); llavors dues molècules d'ALA es redueixen a porfobilinogen (PBG) i quatre molècules de PBG s'acoblen formant protoporfirina IX.
La clorofil·la sintasa [8] és l'enzim que completa la biosíntesi de la clorofil·la b, catalitzant la reacció EC 2.5.1.62
clorofil·lida b + fitil difosfat→ clorofil·la b + difosfat
Això forma un èster del grup de l'àcid carboxílic en el clorofil·lid b amb l'alcohol fiter de 20 diterpens de carboni.